# パウル・ネッケ

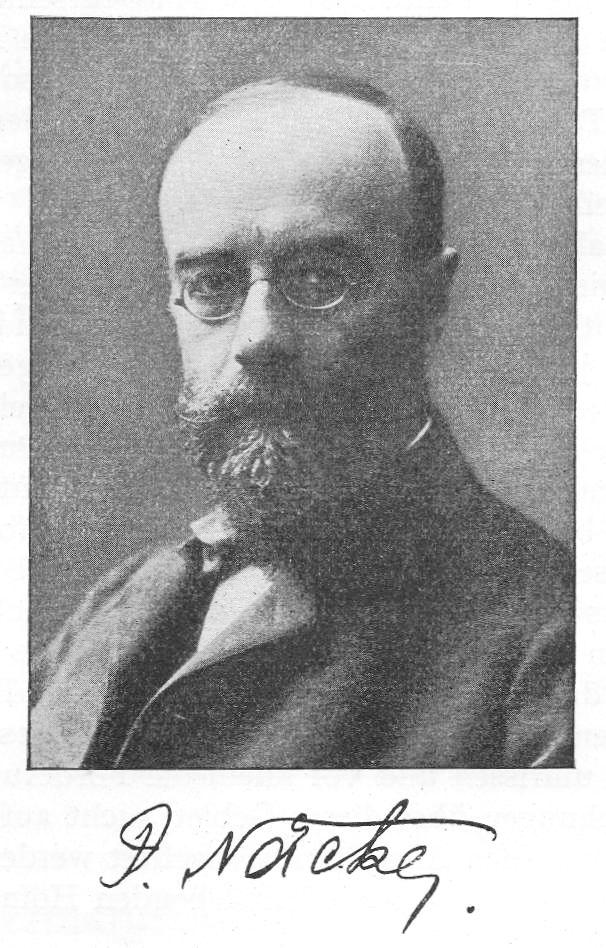
パウル・ネッケ

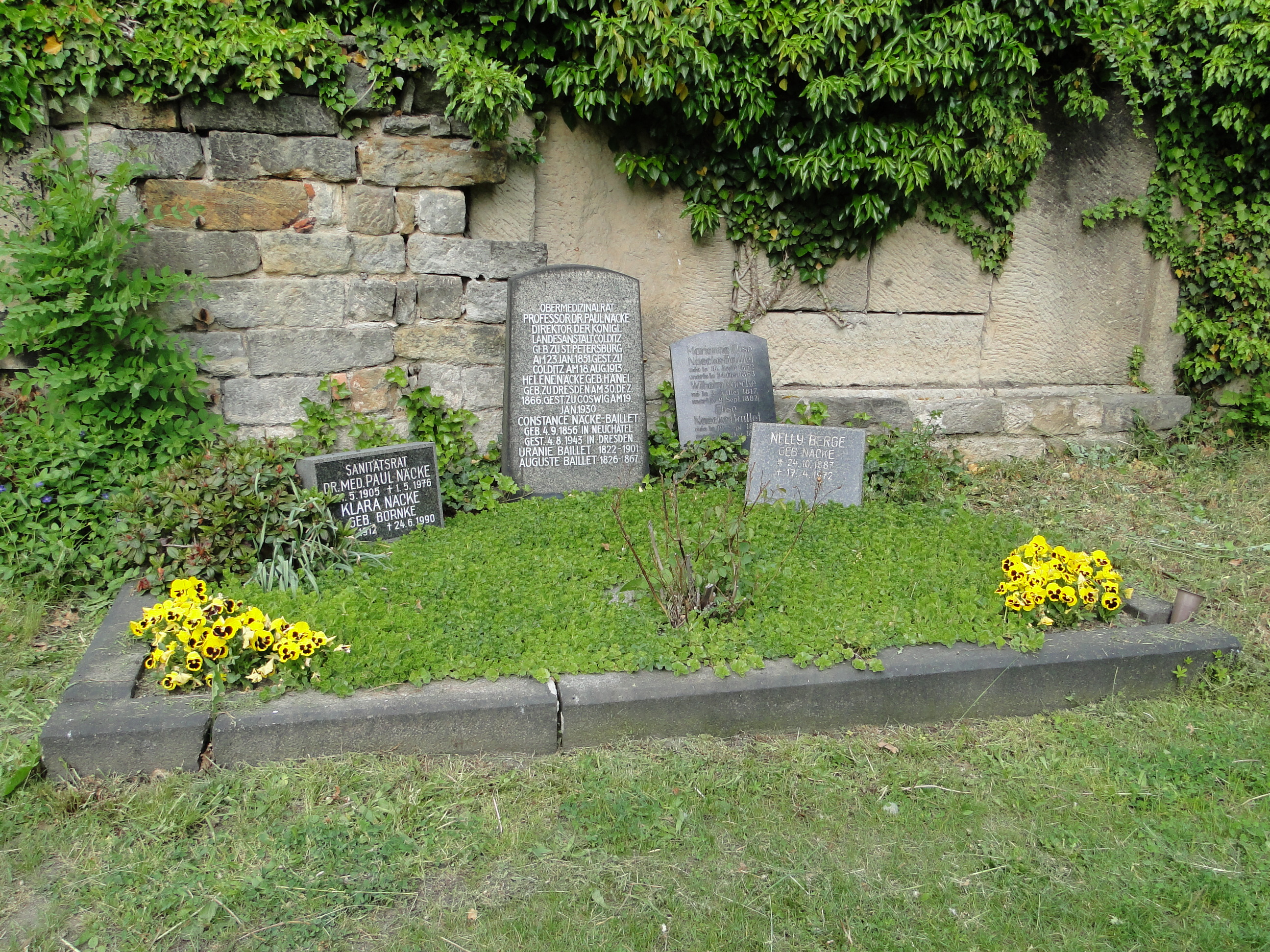
ドレスデンにあるネッケの墓標

パウル・アドルフ・ネッケ（ドイツ語: Paul Adolf Näcke, 1851年1月23日 - 1913年8月18日）は、ドイツの医学者、精神科医、犯罪学者。
ネッケは同性愛に関する多数の学術的著作で知られる。彼は世紀の変わり目における精神医学的議論において、新語としてのナルシシズムの概念を紹介した。